# Discoradio
Discoradio är en italiensk radiostation som sänder från Milano sedan 1988. Stationen grundades av Angelo Zibetti, som även äger diskoteket Studio Zeta och är redaktör för Radio Zeta. Discoradio sänder över hela Lombardiet och en del av Piemonte och Emilia-Romagna.